# Cyclophora circularia
Cyclophora circularia là một loài bướm đêm trong họ Geometridae.